# FORT (Künstlerkollektiv)
FORT ist ein deutsches Künstlerduo, bestehend aus Alberta Niemann (* 1982 in Bremen) und Jenny Kropp (* 1978 in Frankfurt am Main).

## Biografie
FORT wurde 2008 von Alberta Niemann (* 1982 in Bremen), Anna Jandt (* 1980 in Bremen) und Jenny Kropp (* 1978 in Frankfurt/Main) gegründet. Niemann studierte bis 2013 an der Hochschule für Bildende Künste Hamburg bei Andreas Slominski; Jandt und Kropp studierten an der Hochschule für Künste Bremen bei Jean-François Guiton, wo sie 2008 und 2007 ihren Meisterschüler machten. Seit 2014 arbeiten Alberta Niemann und Jenny Kropp unter dem Namen FORT als Künstlerduo weiter. Die Künstlerinnen leben und arbeiten in Berlin.

## Werk
FORT arbeiten mit alltäglichen Dingen, die nachgebaut, neu arrangiert oder verfremdet werden. Scheinbar banale Alltagsbegebenheiten werden adaptiert und in den Ausstellungsraum transferiert. Die hierbei entstehenden Raumsituationen, Objekte und Videos haben meist einen subtil-surrealen Charakter und erwecken trotz ihrer vermeintlichen Vertrautheit eine Atmosphäre von Unheimlichkeit, Leere und Verlassenheit. Häufig changieren die Objekte dabei zwischen poetischen und humoristischen Momenten und spielen mit den Sehgewohnheiten des Betrachters. Die Arbeiten wurden u. a. in den Kunstwerken Berlin, der Kunsthalle Bremen und der Kestnergesellschaft Hannover gezeigt.

## Ausstellungen (Auswahl)
Einzelausstellungen
- Undercover, Kunsthalle Gießen, 2019
- Limbo, Langen Foundation, 2017
- The School of Art, Science and Technical Classes, MOSTYN, Wales, England, 2016
- Retired, LWL-Museum für Kunst und Kultur, Münster, 2016
- About Blank, Sies + Höke, Düsseldorf, 2015
- The Daily Sun, artothek Köln, 2015
- SHIFT, kestnergesellschaft, Hannover, 2015
- Morgen letzter Tag, Kunsthaus Dresden, 2013

Gruppenausstellungen
- Kunstpreis der Böttcherstraße in Bremen 2016, Kunsthalle Bremen, 2016
- Karl-Schmidt-Rottluff-Stipendium. Die Ausstellung 2016, Kunsthalle Düsseldorf, 2016
- Letztes Jahr in Marienbad. Ein Film als Kunstwerk, Kunsthalle Bremen, 2015
- Im Inneren der Stadt, GAK Gesellschaft für Aktuelle Kunst, Bremen, 2015
- Creatio Continua, Haus der Kunst, München, 2014
- Krankheit als Metapher, Kunsthaus, Hamburg, 2014
- One Night Stand #1, KW Institute for Contemporary Art, Berlin, 2014
- Only to Melt, Trustingly, Without Reproach, Skucgallery, Ljubljana, Slowenien, 2013
- Fremd & Eigen, Galerie im Taxispalais, Innsbruck, 2013
- Risk Society, MoCA Museum of Contemporary Art Taipei, Taiwan, 2013
- Testing (Re-)Production, Muzeum Sztuki, Lodz, Polen, 2013
- One On One, KW Institute for Contemporary Art, Berlin, 2012
- Andere Räume, Bundeskunsthalle Bonn, 2012
- Mémoires du Futur - La Collection Olbricht, La Maison Rouge, Paris, Frankreich, 2012
- Wystawa, Museum für Moderne Kunst in Warschau, Polen, 2010
- Hotel Marienbad, KW Institute for Contemporary Art, Berlin, 2008

## Stipendien und Preise
- 2022–2023: Artist in Residence Siegen[1] (Künstler:innenprogramm der Universität Siegen mit dem Museum für Gegenwartskunst Siegen)
- 2016–2017: New York Atelierstipendium der Hessischen Kulturstiftung
- 2016: Cremer Preis
- 2014: New Positions Award der Art Cologne
- 2014: Stiftung Kunstfonds Arbeitsstipendium
- 2013: Karl H. Ditze Nachwuchsförderung
- 2012: Karl-Schmidt-Rottluff-Stipendium